# Sümegi vár
Sümeg vára (németül: Burg Schimeck) a Balaton-felvidék nyugati részén, a környező tájegységből kiemelkedő magányos hegycsúcs tetején található. A háromosztatú erődítmény  magja az 1260-as években épült öregtorony alsó szintje. A fellegvár falai egy évszázaddal később készültek el, majd a 15. század folyamán a vár előtti fennsíkot is erős, magas védőfallal vették körül. 
A vár 10292. számú azonosítóval állami tulajdonú műemlék.

## Története

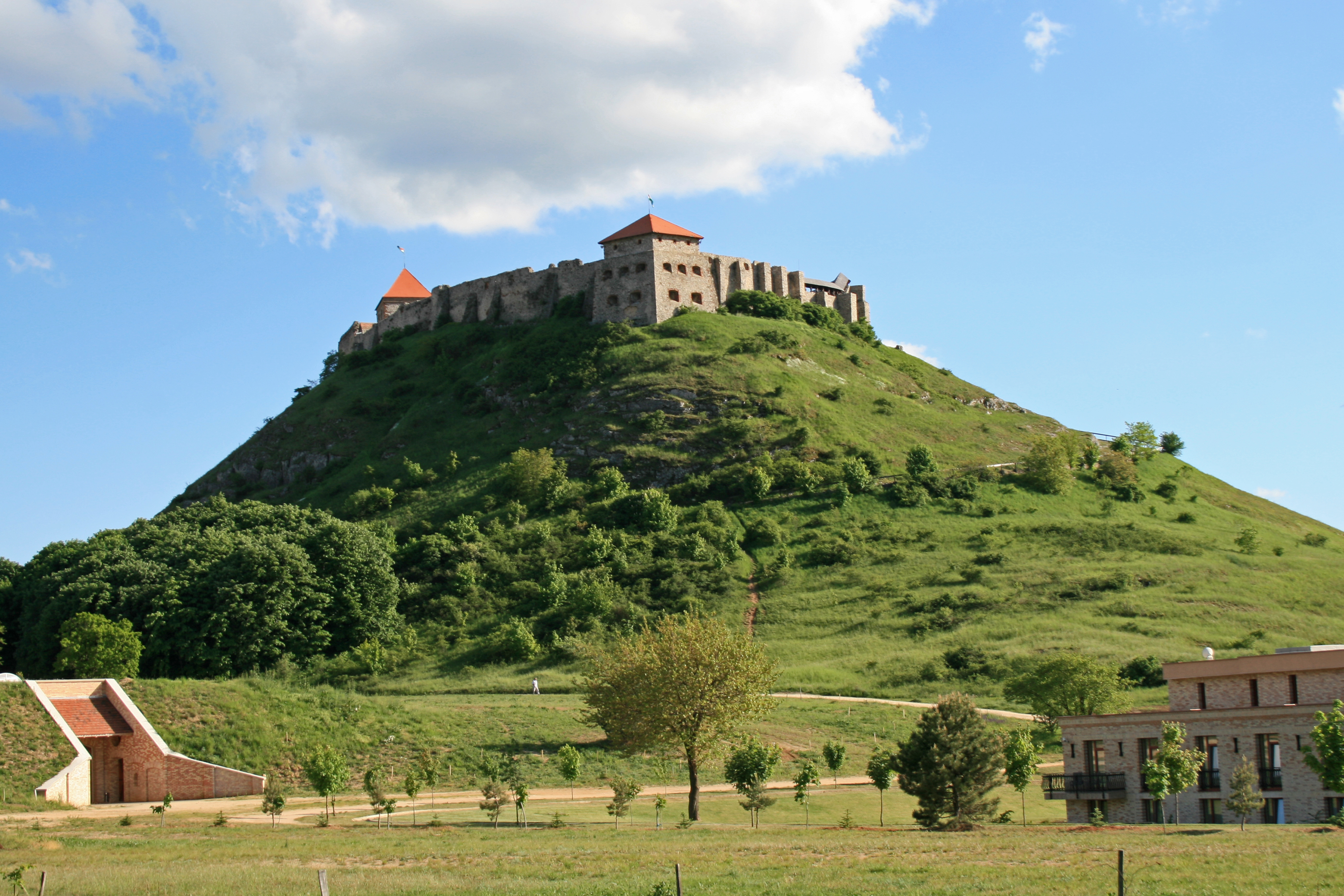
A vár és a várdomb

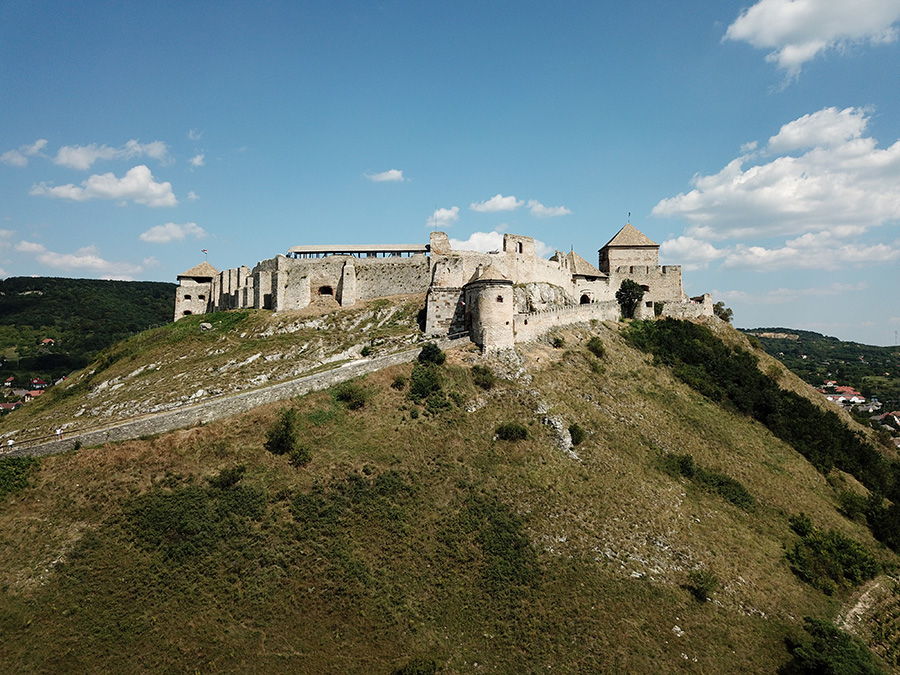
Sümeg, a vár légi fotón

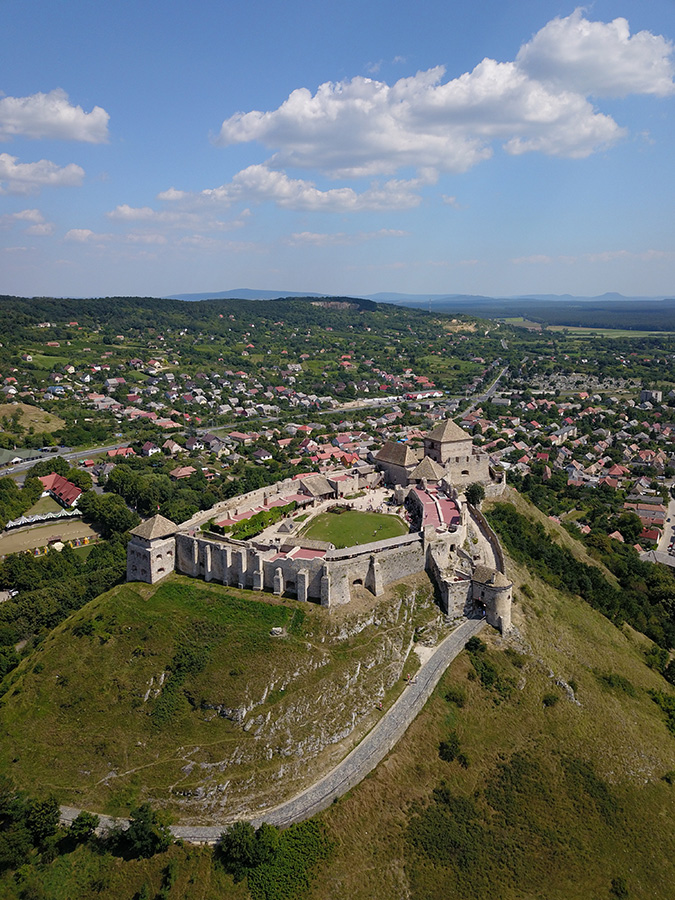
A sümegi vár légi felvételen

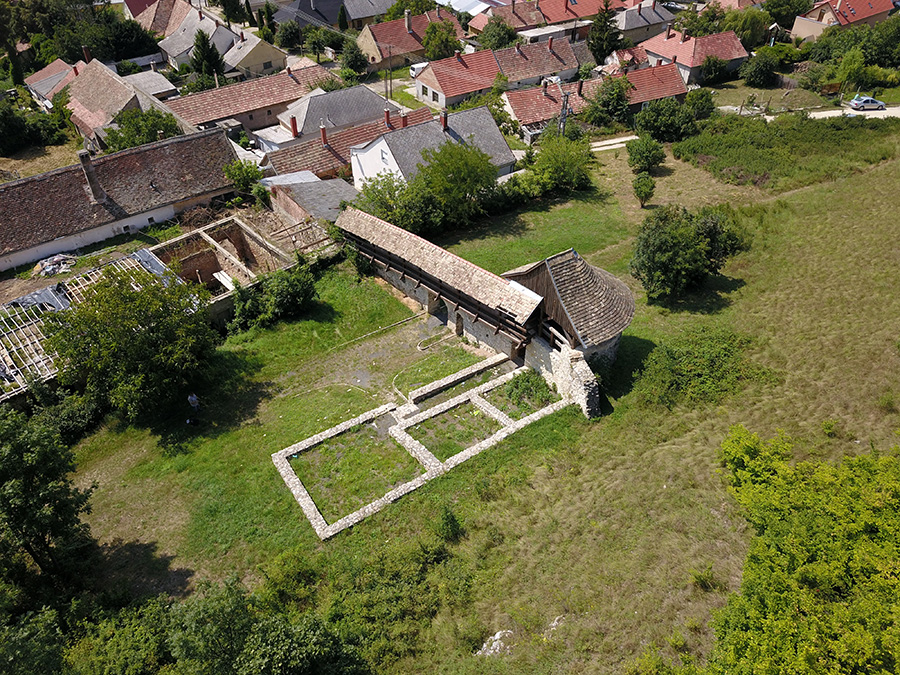
Sümeg légi fotó

IV. Béla király parancsára a veszprémi püspök erős kővárat emeltetett a sümegi hegyen. A 14. század elején a Dunántúl korlátlan hatalmú oligarchái, a Kőszegi család ragadta magához, uralmukat csak az 1318-as győztes hadjáratában döntötte meg Anjou Károly. 1440 nyarán a Luxemburgi Erzsébet királyné pártján álló nemesek ostrom alá vették az Ulászló király táborához tartozó püspökség sümegi várát, amit azonban sikeresen megvédelmezett az őrség. Rövidesen megépítették a külsővárat, így Sümeg a környék legerősebb kővárává fejlődött. Sümeg jelentőségét csak fokozta, hogy a veszprémi püspök is ide húzódott vissza székhelyéről, amit 1552-ben elfoglaltak a „pogány” hadak. 1553-ban emelték legkorszerűbb védőművét, a több emeletes, vastag falú Kövess-bástyát. 1605 tavaszán a Habsburg-ház zsarnoksága ellen felkelt Bocskai István erdélyi főnemes hajdúserege megszállta a várat, ahol meggyilkolták Újlaky Miklós veszprémi püspököt, majd a fejét legurították a hegyoldalon. Katonai szerepét a II. Rákóczi Ferenc irányította kuruc szabadságharcban is megtartotta, és 1705-től a felkelők fontos bázisának számított, falai között még lőport is gyártottak a harcoló katonaságnak. Hadiszerencséjük hanyatlásával 1709-ben ágyúlövés nélkül feladta a telekesi Török István által vezérelt kuruc katonaság (a vár épületeit négy esztendő múltán egy hadgyakorlat ürügyén felgyújtatta a császári parancsnokság). 1707. január 23.-án mivel telekesi Török István sümegi kuruc várparancsnok lelépett a tisztségéről, a sümegi commendánsságra (várparancsnokságra) Egerváry Istvánt, Palásthy Lászlót és Sidy Mihályt gróf Esterházy Antal bizta meg.
A gazdátlanná vált védőműveket az időjárás vasfoga a lakossággal karöltve évszázadokon át rombolta, mígnem az 1960-as években megkezdődött régészeti feltárása és megóvása. A Balaton-felvidék legjobban helyreállított középkori kővárában minden nyáron színpompás várjátékokkal idézik fel az egykori vitézek életét.
A várat 2016-tól kezdődően a Nemzeti Várprogram keretében felújították.

### A vár felújítása a Nemzeti Várprogram keretében
A vár a "A sümegi vár turisztikai célú fejlesztése" projekt keretében 820 millió forint európai uniós (GINOP-7.1.1-15-2016-00012) forrásból újul meg.
A projekt célja:
- Új turisztikai attrakciók kialakításának, elhelyezésének megfelelő épületrészek kialakítása került előtérbe.
- A turisztikai fejlesztés és a kiállításanyag bemutatásához zárt terek kialakítása szükséges. Összefüggő, átjárható, mégis „várias” kiállítási terek kerülnek kialakításra, melyek a látogatók számára izgalmas térszerkezetűek.
- Építészeti szempontból és a hosszú távú fejleszthetőséget is figyelembe véve a vár keleti szárnyában található épületek tömegrekonstrukciója (kaszárnya, várnagyi ház, középkori konyha, Csabi-torony) valamint az ÉK-i gyilokjárók építése valósul meg.
- A kaszárnya, várnagyi ház, középkori konyha egységes kialakítása visszaadja az elő vár környezetét; a Csabi-torony biztosítja az átjárást az északkeleti gyilokjáró két szárnya és a kiállítóterek között. A gyilokjárók kiépítése a keleti oldal felől kiegyenlíti az új fejlesztések épülettömegének átvezetését a vár magjától a Rendeki-toronyig, így a jelenleginél egységesebb, a történelmi hitelességhez közelálló, mégis turisztikai szempontból jól használható, költséghatékonyan üzemeltethető épülettömb jön létre.

## Képgaléria

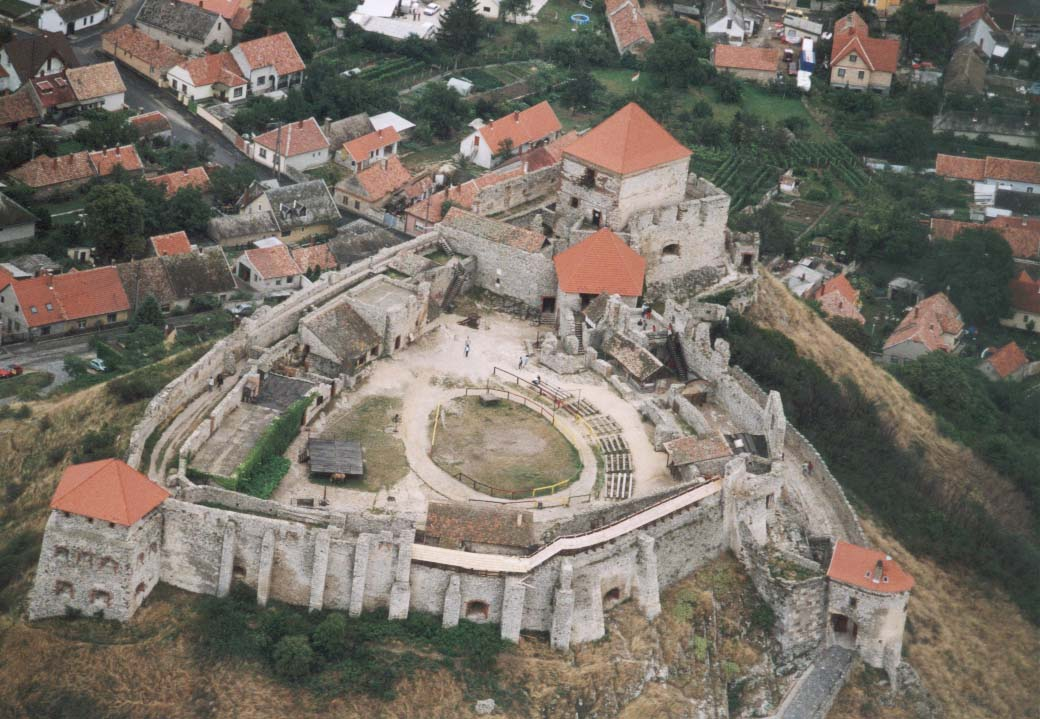
A vár légifotón
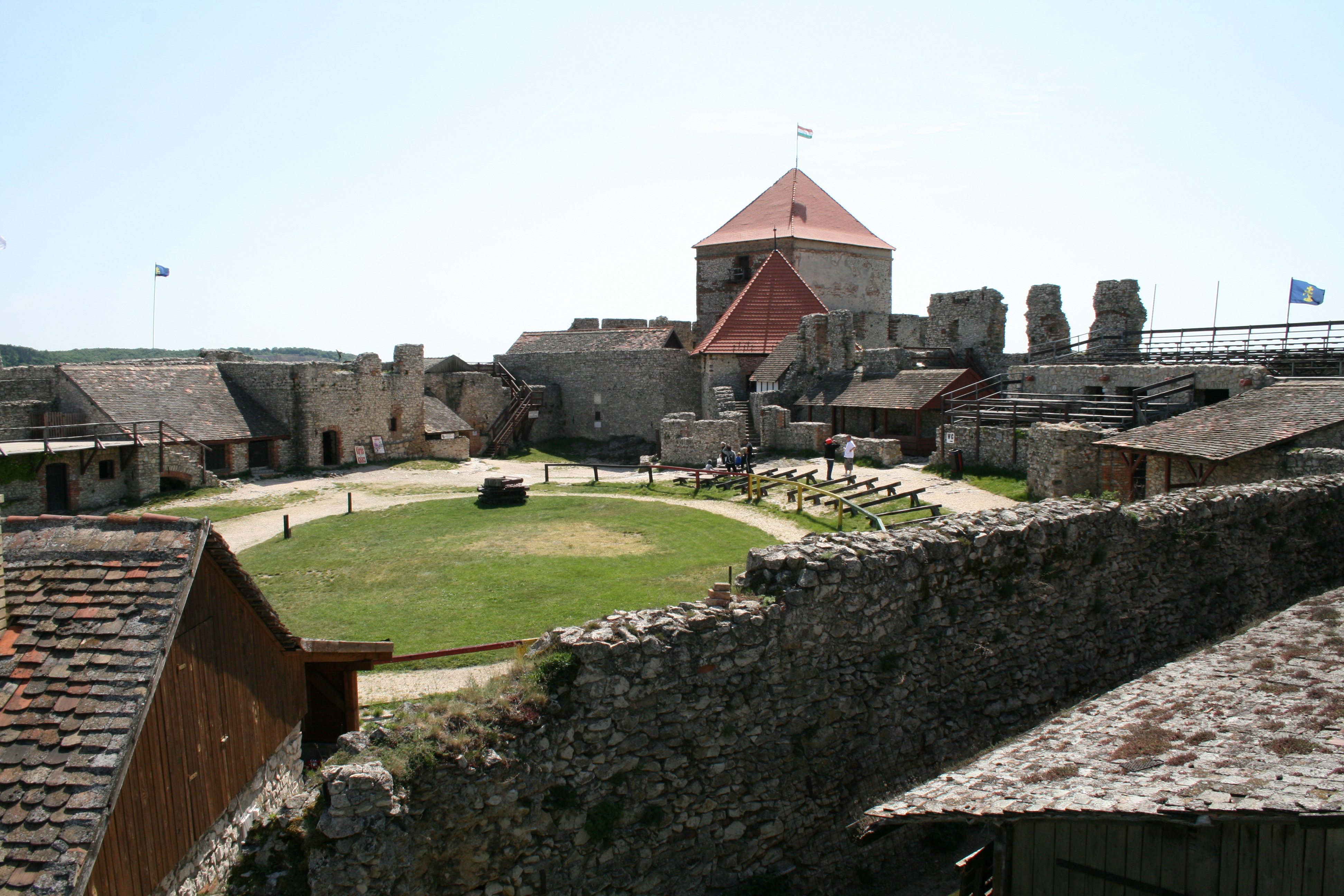
Várrészlet - belső (2009)
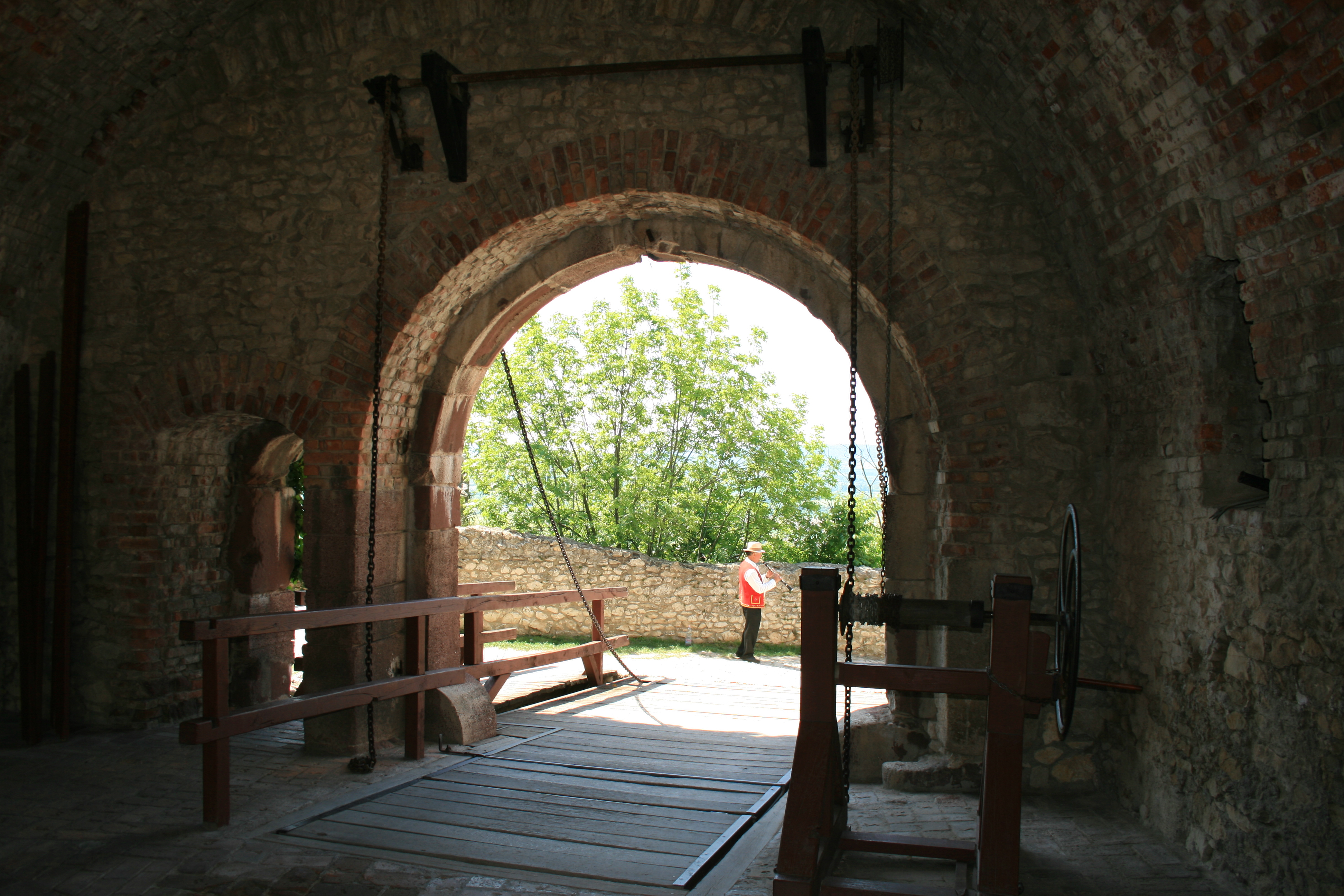
A vár bejárata
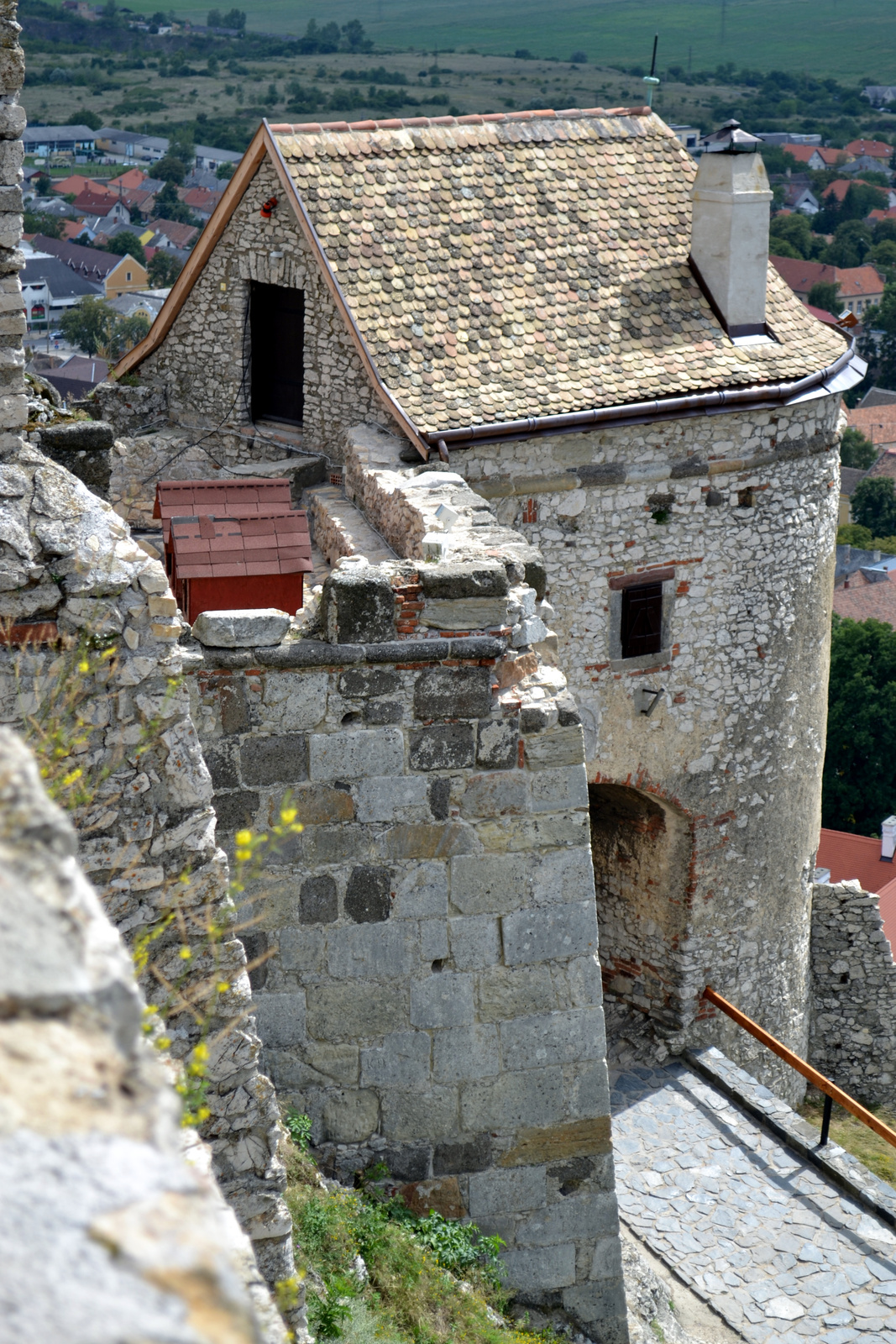
Várrészlet - külső (2011)
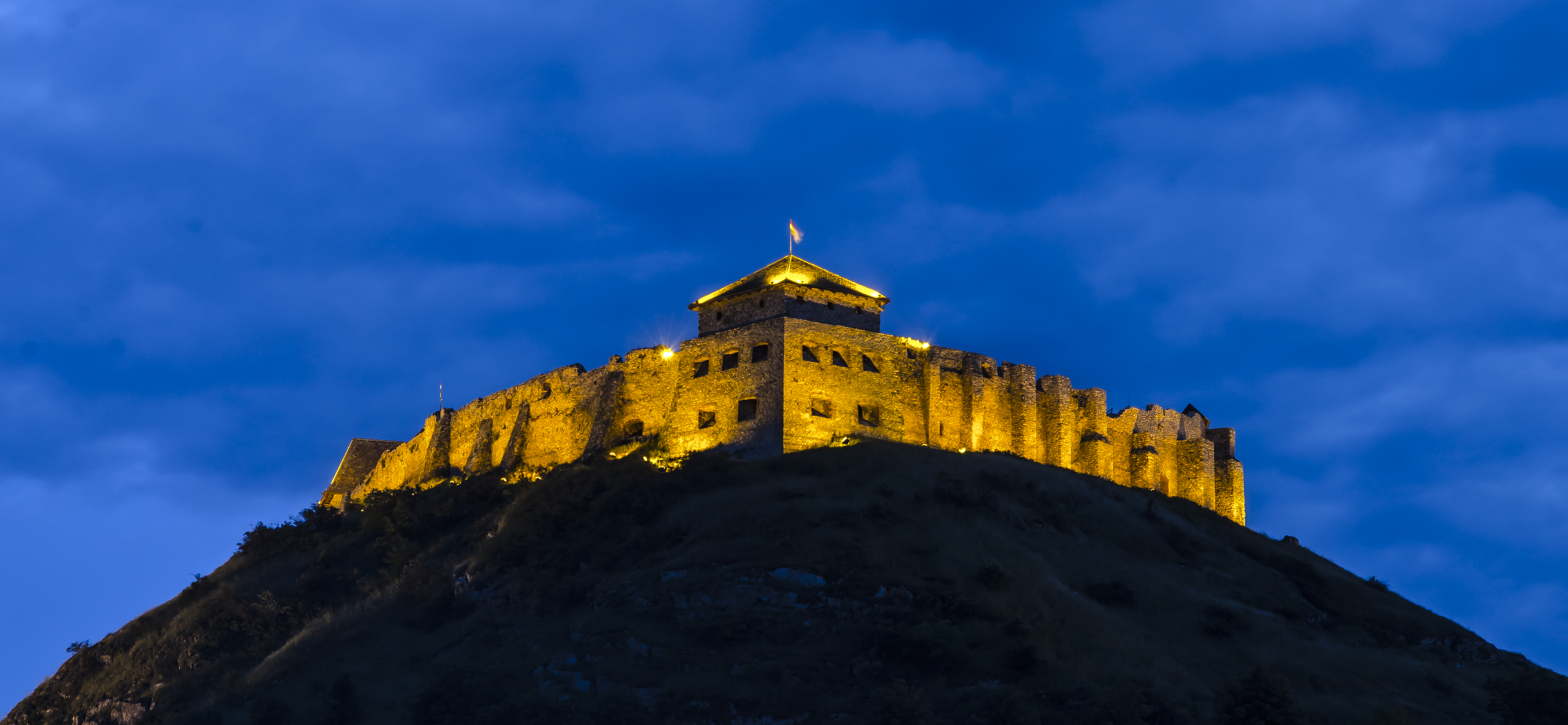
Esti kivilágításban
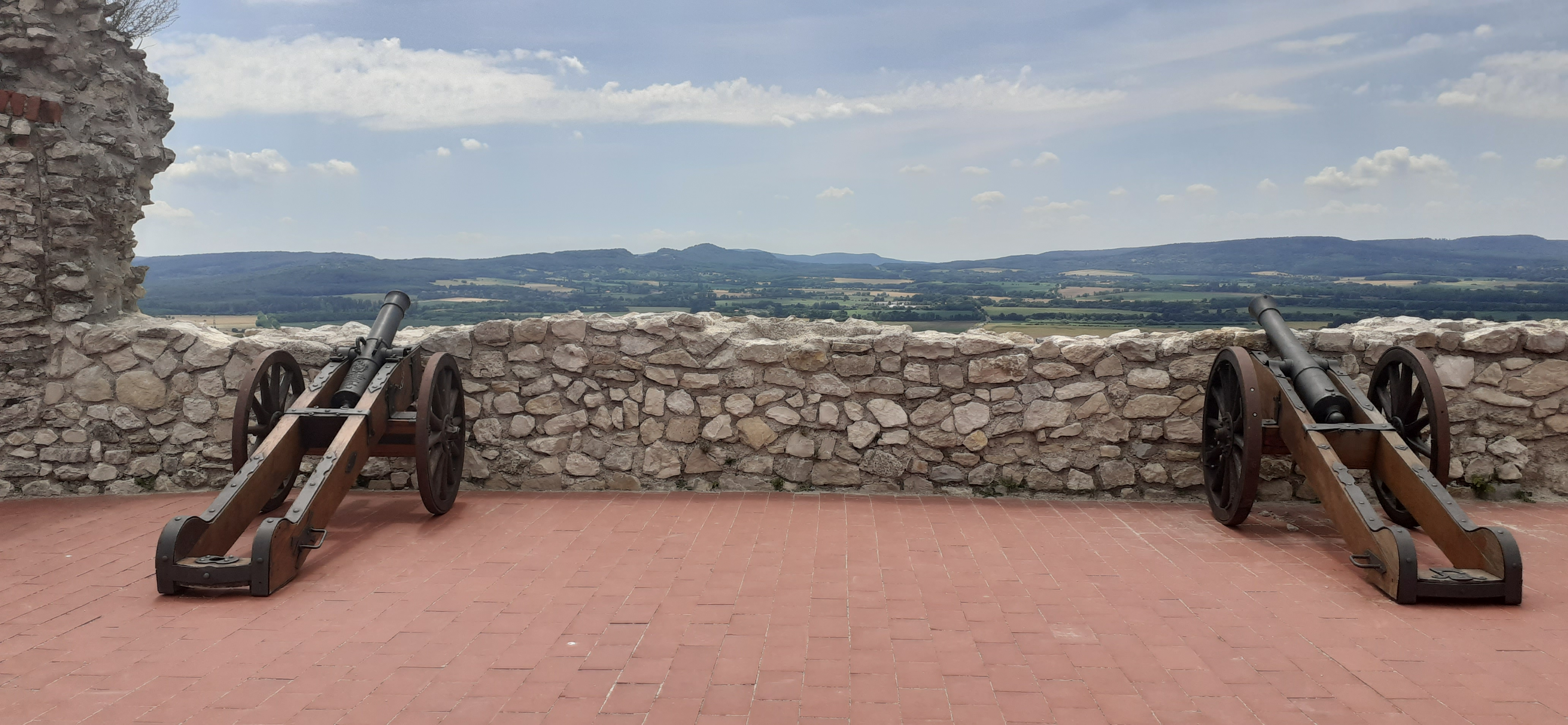
Ágyúk a nyugati falnál
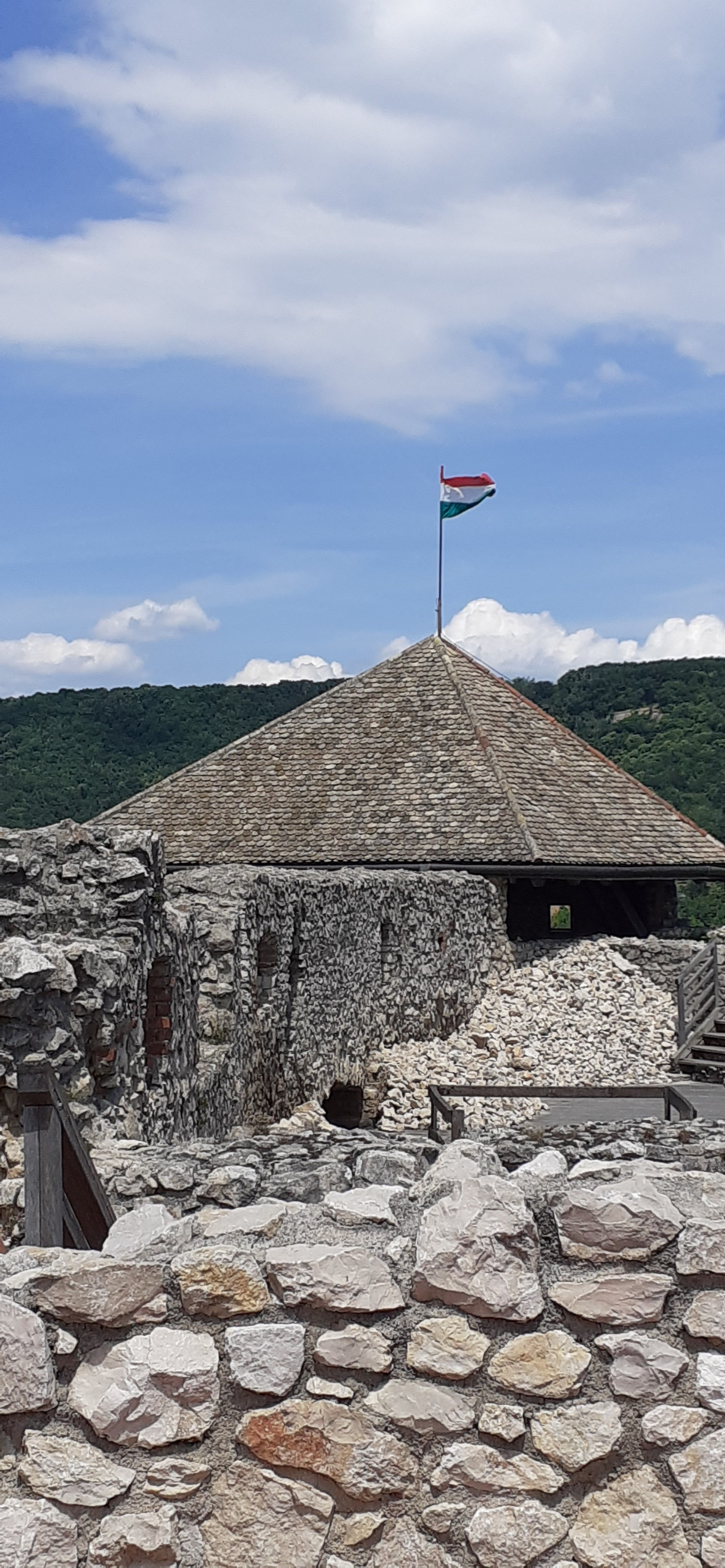
az ÉNy-i bástya
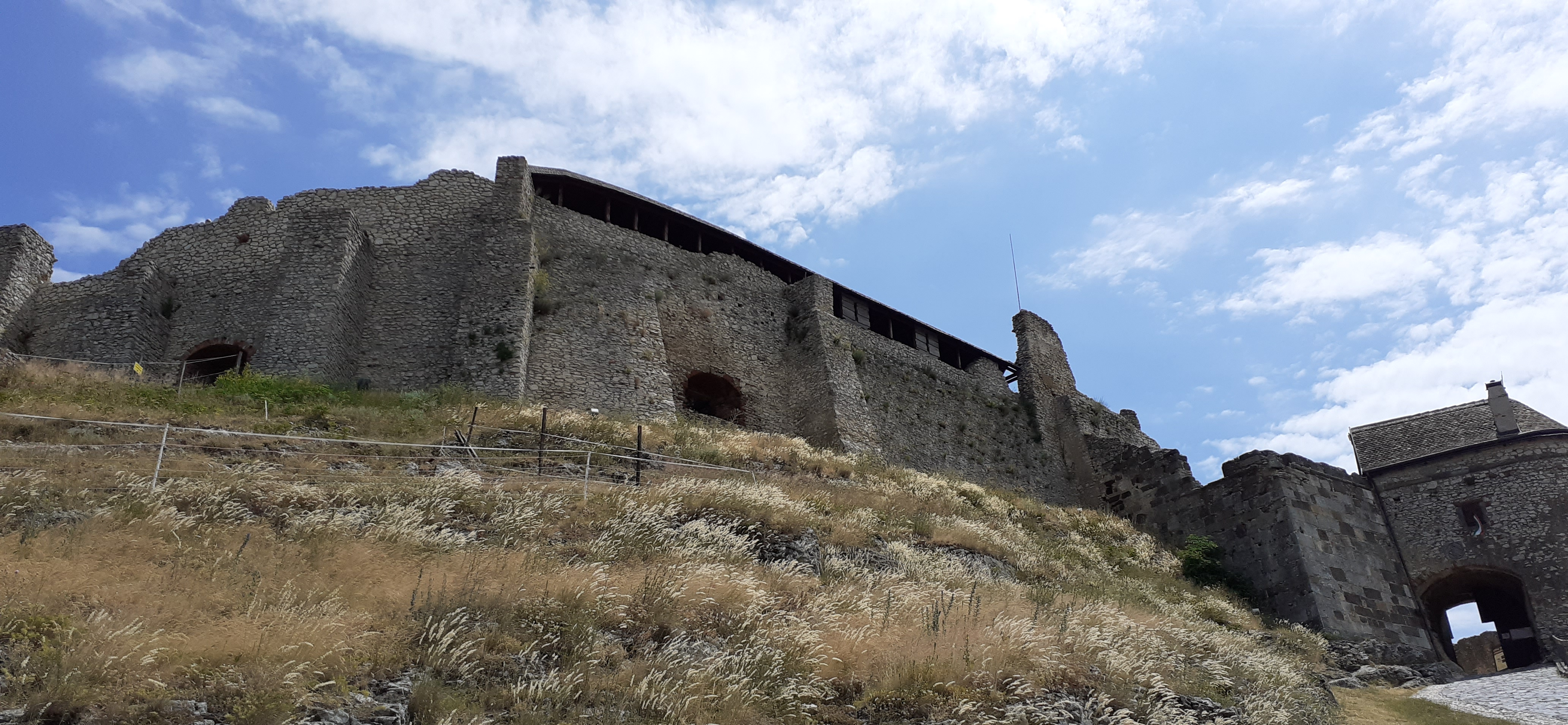